# Setaphora fasciata
Setaphora fasciata är en kräftdjursart som beskrevs av Jackson1935. Setaphora fasciata ingår i släktet Setaphora och familjen Philosciidae. Inga underarter finns listade i Catalogue of Life.